# 平松王子

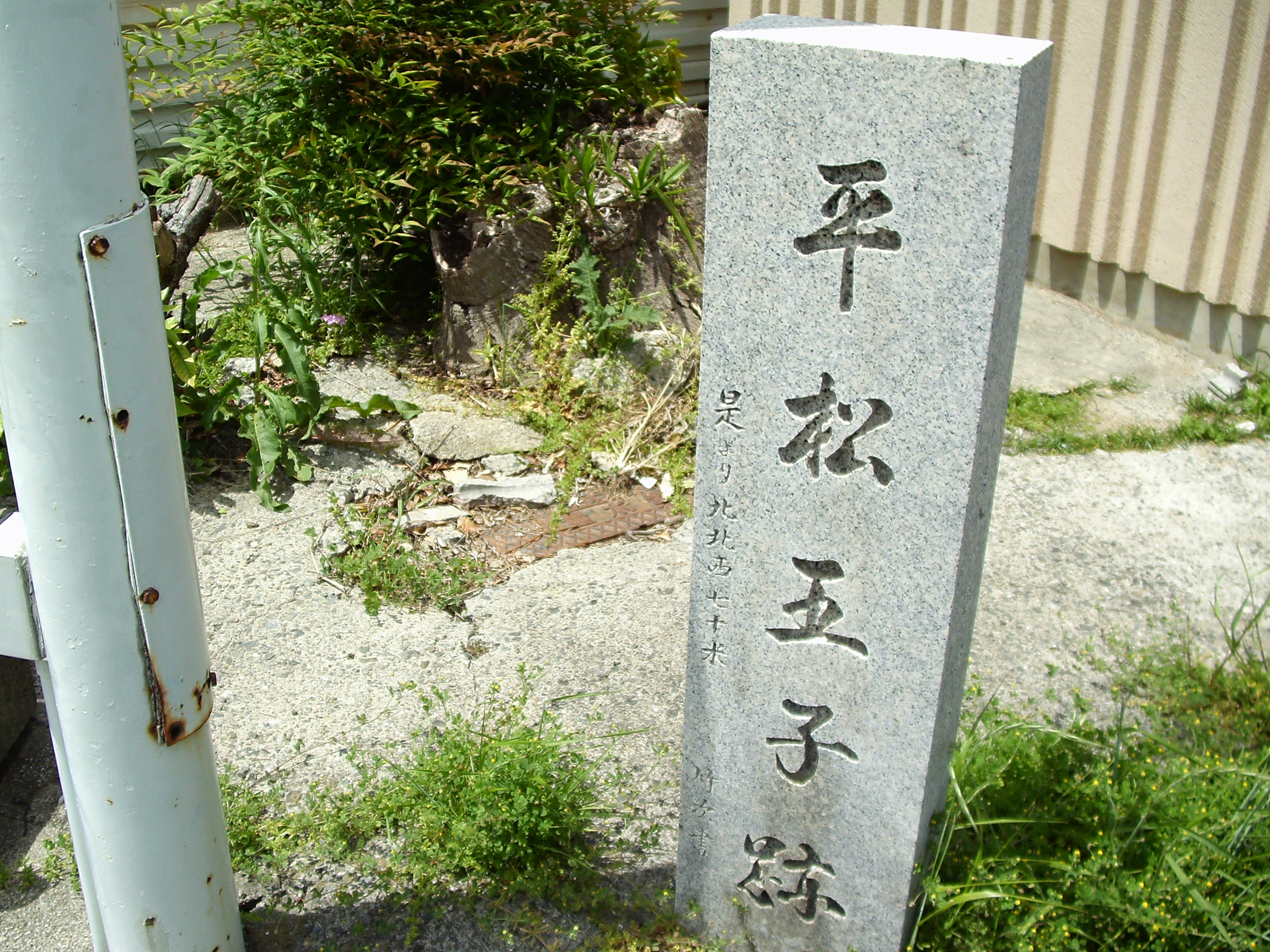
平松王子跡

平松王子（ひらまつおうじ）は、九十九王子の10番目で現存していない。石碑が大阪府和泉市幸町3の放光池1号公園前に立っている。和泉市伯太町5-22の伯太神社に合祀されている。
- 最寄駅　石碑も伯太神社も西日本旅客鉄道阪和線信太山駅